# كونتين تيمبير
كونتين تيمبير (مواليد 17 يونيو 2001) هو لاعب كرة قدم هولندي يلعب في مركز خط الوسط في نادي فاينورد.

## روابط خارجية
- كونتين تيمبير على موقع الاتحاد الأوربي (الإنجليزية)
- كونتين تيمبير على موقع قاعدة بيانات كرة القدم.إي يو (الإنجليزية)
- كونتين تيمبير على موقع Soccerway.com (الإنجليزية)
- كونتين تيمبير على موقع عالم كرة القدم.نت (الإنجليزية)